# Хворостянское сельское поселение (Орловская область)
Хворостя́нское се́льское поселе́ние — муниципальное образование в Новосильском районе Орловской области Российской Федерации.
Административный центр — деревня Хворостянка.

## История
Статус и границы сельского поселения установлены Законом Орловской области от 3 сентября 2004 года № 425-ОЗ «О статусе, границах и административных центрах муниципальных образований на территории Новосильского района Орловской области»

## Население
| 2010 | 2012 | 2013 | 2014 | 2015 | 2016 | 2017 |
| ---- | ---- | ---- | ---- | ---- | ---- | ---- |
| 534  | ↘522 | ↘509 | ↘501 | ↗509 | ↘473 | ↘469 |
| 2018 | 2019 | 2020 | 2021 | 2023 |      |      |
| ↘463 | ↗469 | ↘453 | ↘392 | ↘389 |      |      |

## Состав сельского поселения
| №  | Населённый пункт | Тип населённого пункта          | Население |
| -- | ---------------- | ------------------------------- | --------- |
| 1  | Бабонино         | деревня                         | ↘0        |
| 2  | Варваринка       | деревня                         | ↘1        |
| 3  | Закоп            | посёлок                         | 1         |
| 4  | Кирики           | село                            | ↘84       |
| 5  | Маслово          | деревня                         | ↗62       |
| 6  | Некрасов         | посёлок                         | 1         |
| 7  | Новолипецы       | посёлок                         | 1         |
| 8  | Новые Кирики     | деревня                         | 14        |
| 9  | Селезнёво        | деревня                         | ↘260      |
| 10 | Хворостянка      | деревня, административный центр | ↘92       |
| 11 | Хохлы            | деревня                         | ↘11       |
| 12 | Юрьев            | посёлок                         | 0         |
| 13 | Якшино           | село                            | ↘1        |